# Aron Zabłudowski
Aron Zabłudowski (ur. 1909 w Białymstoku, zm. w sierpniu 1941 tamże) – szachista polski narodowości żydowskiej, mistrz Białegostoku.

## Życiorys
Całą swoją karierę szachową Zabłudowski związał z Białostockim Klubem Szachistów. We wrześniu 1924, mimo młodego wieku, był w gronie założycieli tego klubu, a później pełnił w nim kilka funkcji — skarbnika (1936) i sekretarza (1937). Od 1925 był regularnym uczestnikiem turniejów o mistrzostwo miasta oraz o mistrzostwo Białostockiego Klubu Szachistów; o ile debiut turniejowy w imprezie klubowej wypadł przeciętnie — Zabłudowski podzielił w 1925 VI-VIII lokatę w gronie ośmiu szachistów, uznając wyższość m.in. Józefa Cukiermana i Teodora Regedzińskiego — to już za bardzo udany należy uznać start w mistrzostwach Białegostoku kilka miesięcy później, zakończony zajęciem I miejsca, i to z dorobkiem 11 punktów w 14 partiach.
W 1928 uczestniczył w białostockiej symultanie mistrza świata Aleksandra Alechina, uzyskując z renomowanym przeciwnikiem remis (jednocześnie sześciu miejscowych graczy zdołało Alechina pokonać). Tytuł mistrza Białegostoku zdobył jeszcze w 1938, natomiast w 1934 był na dzielonym II-IV miejscu, a w 1933 na miejscu IV. W 1933 podzielił I-II miejsce w mistrzostwach Białostockiego Klubu Szachistów. Uczestniczył też w drużynowej rywalizacji o mistrzostwo ziem północno-wschodnich Polski, w której zanotował kilka cennych rezultatów (m.in. wygrał w 1938 z mistrzem Wilna Beniaminem Borkumem). 
Zaliczany był do najsilniejszych zawodników Polski północno-wschodniej, jednego z następców pochodzących z tych ziem mistrzów tej klasy, co Akiba Rubinstein czy Dawid Janowski.
Zabłudowski zasłużył się dla popularyzacji szachów w Białymstoku m.in. poprzez występy w symultanach. W 1937 po jednej z nich, w której wygrał siedemnaście partii, a po dwie przegrał i zremisował, uhonorowany został przez prezesa Białostockiego Klubu Szachistów Lernera pamiątkową papierośnicą z wygrawerowanym napisem "za krzewienie królewskiej gry w regionie".
Po wybuchu II wojny światowej w Białymstoku, zajętym przez wojska radzieckie, życie szachowe zamarło; latem 1941 miasto przeszło w ręce niemieckie. W sierpniu tegoż roku Zabłudowski podzielił tragiczny los białostockich Żydów, spalony żywcem w miejscowej synagodze.